# Kostel svatého Bartoloměje (Chodovice)
Kostel svatého Bartoloměje je římskokatolický filiální, dříve farní kostel v Chodovicích, části obce Holovousy. Patří do farnosti Hořice v Podkrkonoší. Je chráněn jako kulturní památka České republiky.

## Historie
Kostel byl farní již roku 1384, ale lze usuzovat vznik již v 11. nebo 12. století. Později byl opuštěn. Roku 1787 byla zřízena lokálie, znovu farním se stal v roce 1860.

## Architektura
Orientovaný, jednolodní kostel o čtyřech polích s jednopatrovou věží přiléhající k lodi na jižní straně. Na východní straně přiléhá k lodi presbytář se sakristií a oratoří po stranách. Hlavní vchod je v západním průčelí, boční pod věží. Okna jsou kasulová, překlenutá segmentovým obloukem. Loď má délku 19 metrů, šířku 8,10 metrů a výšku 7 metrů. Kruchta na západní straně spočívá na dvou kamenných pilířích. Kněžiště je zaklenuto klášterní klenbou s lunetami. Na věži jsou zazděny dvě náhrobní desky rodu Karlíků z Nežetic, kteří si jej jako majitelé panství v 16. století vybrali za svůj patronátní kostel.

## Interiér
Na hlavním oltáři je obraz umučení sv. Bartoloměje.

## Bohoslužby
Pravidelné bohoslužby se v kostele nekonají. Poutní mše svatá se koná v neděli okolo 24. srpna v 10.00, dále se koná vánoční půlnoční mše.

## Galerie

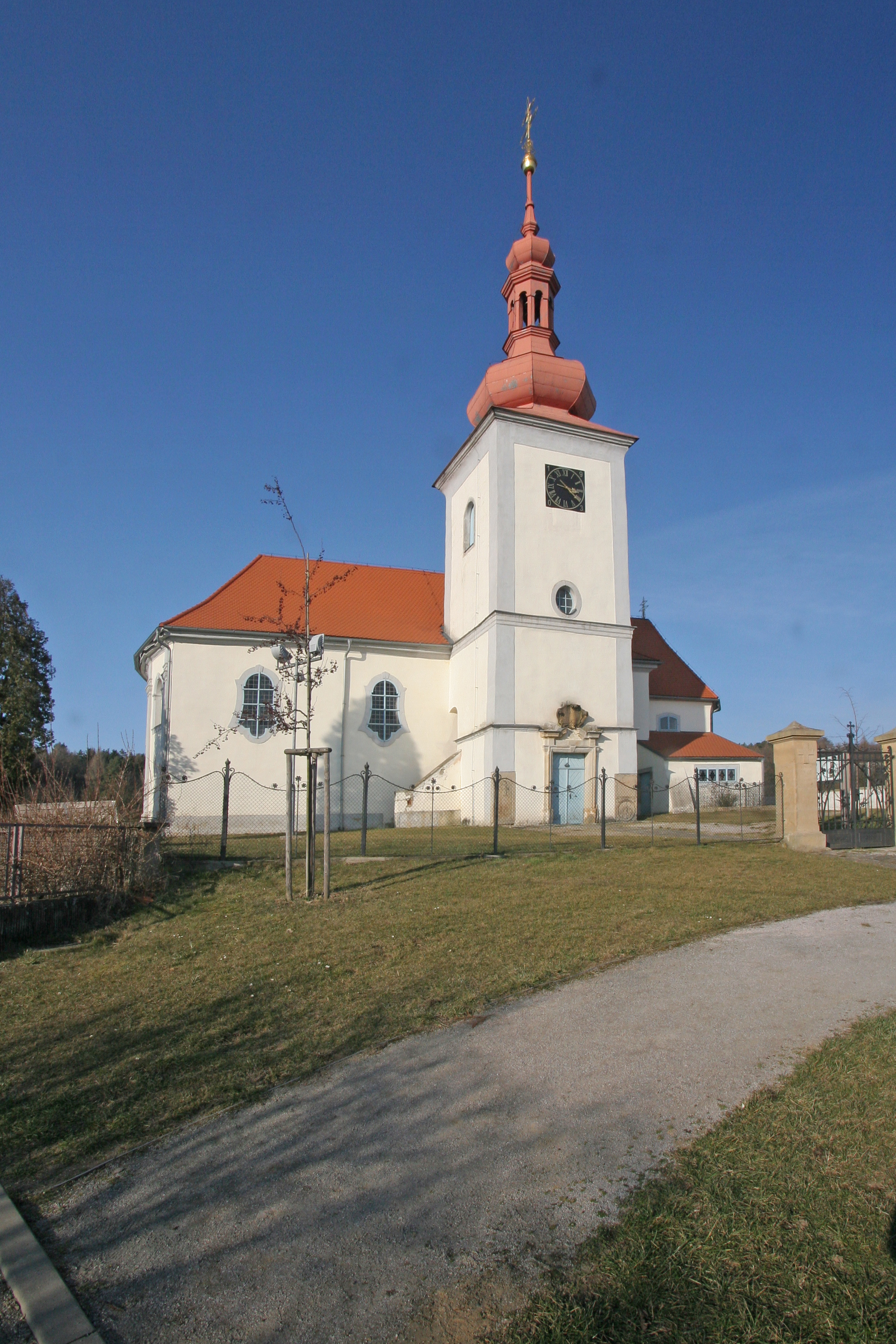
Kostel od jihu
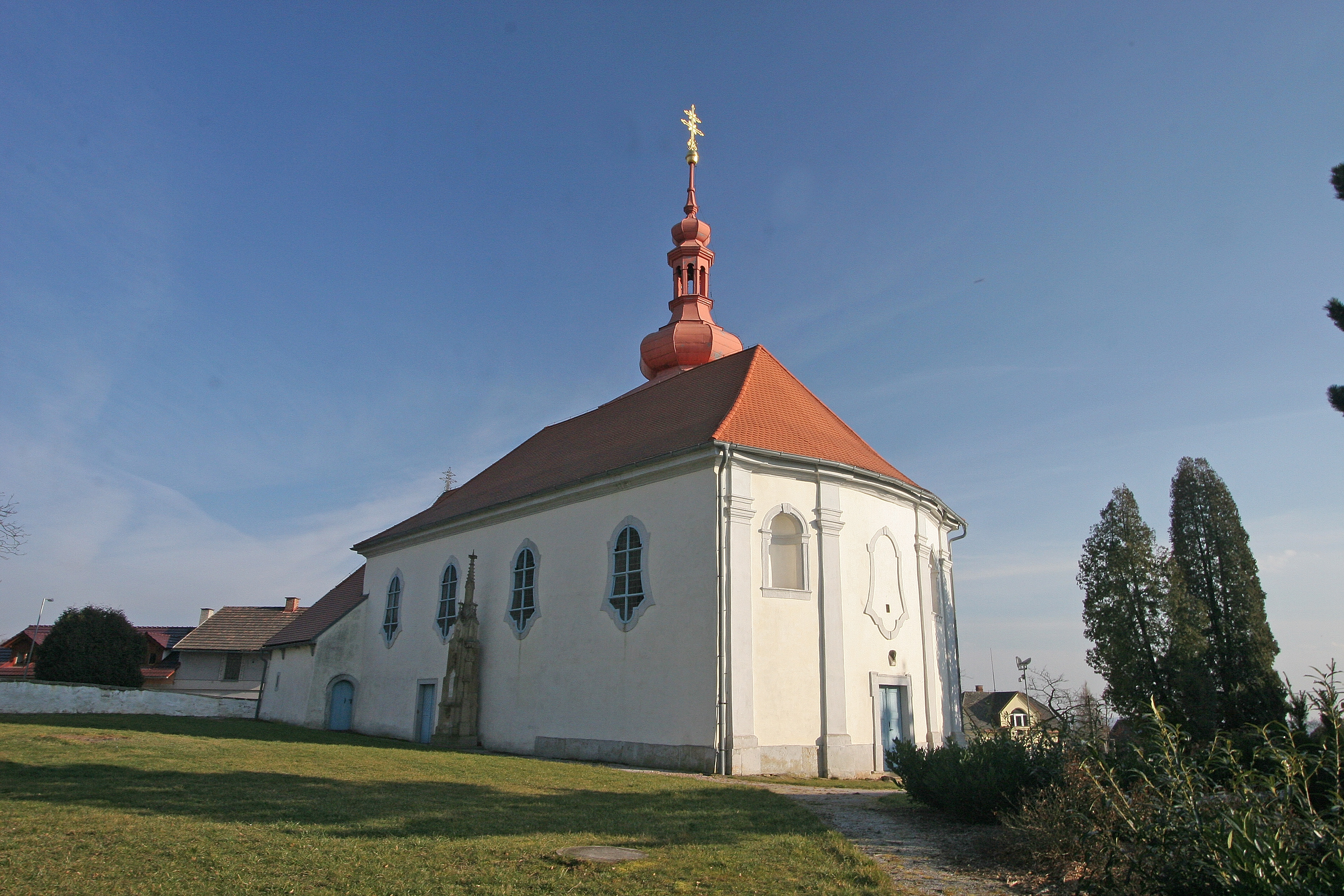
Kostel od jihozápadu
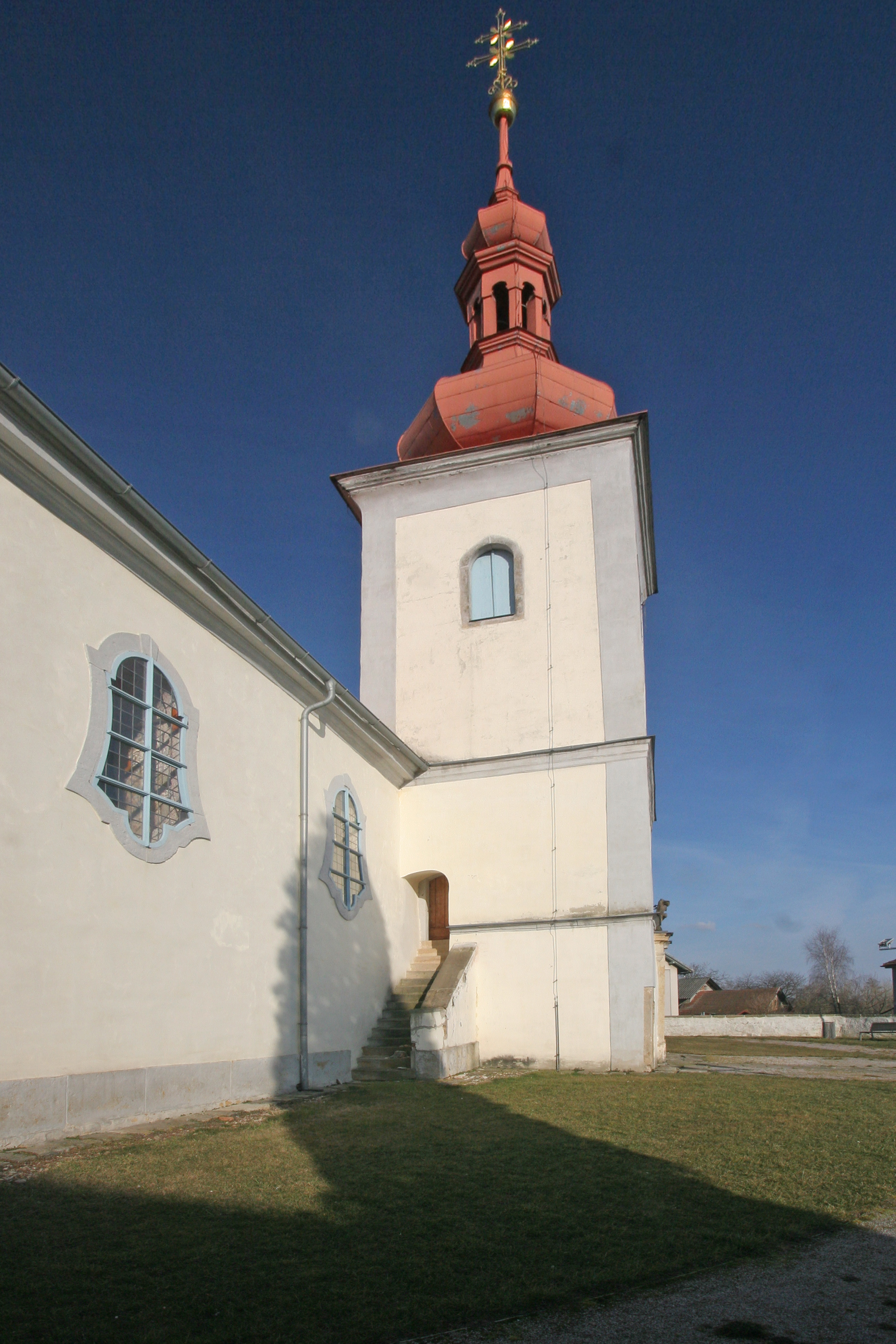
Věž kostela od západu
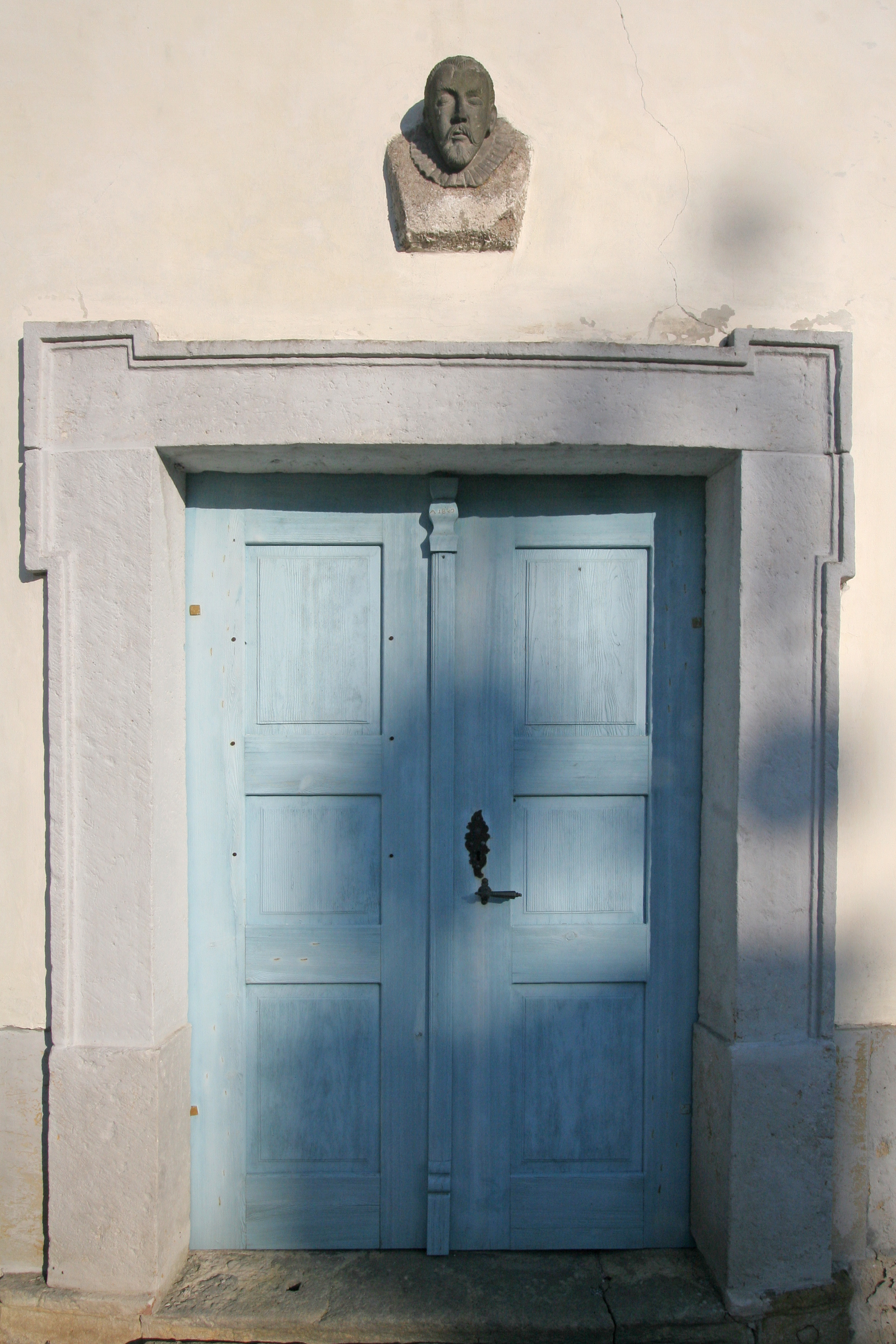
Hlavní vchod od západu
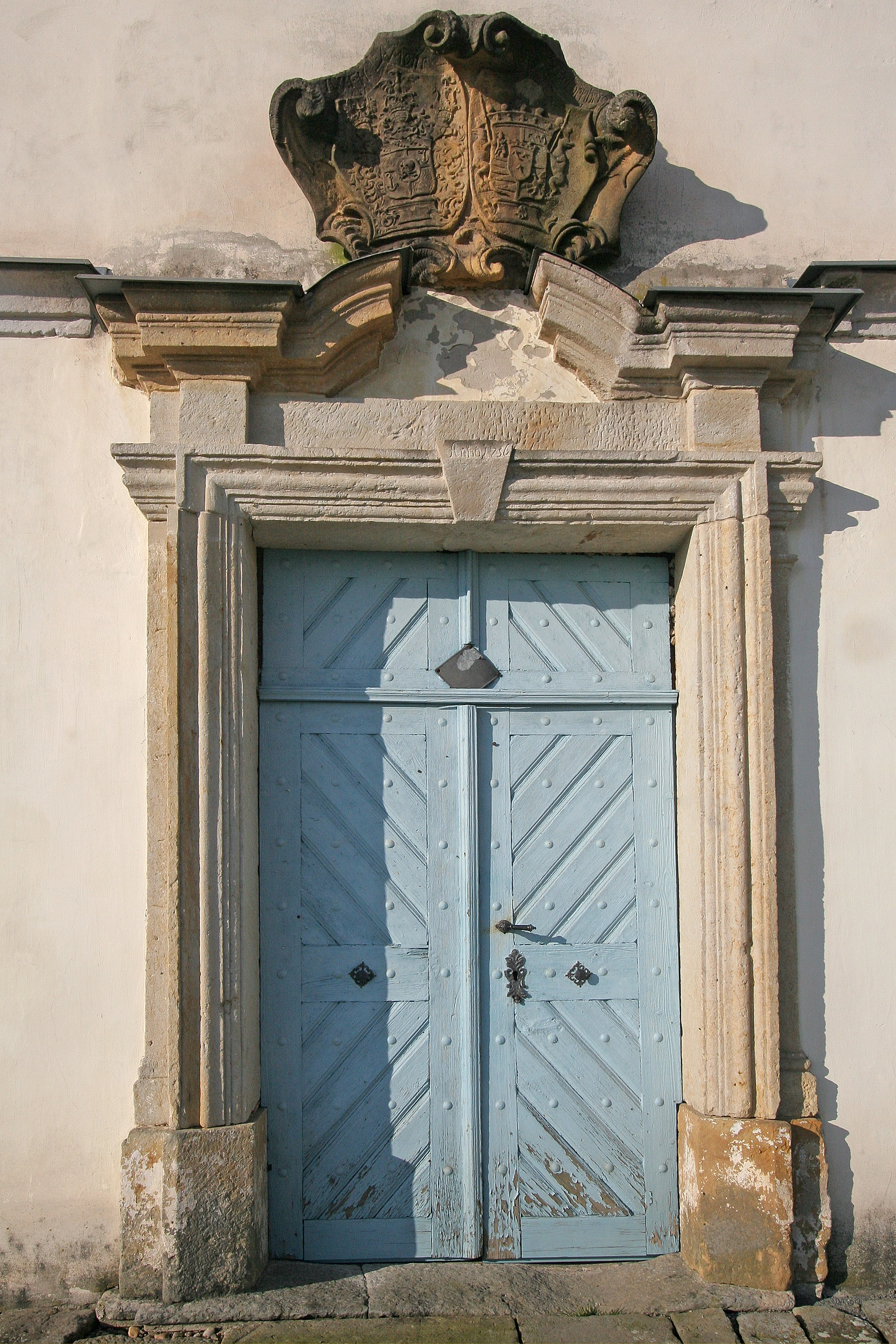
Boční vchod od jihu
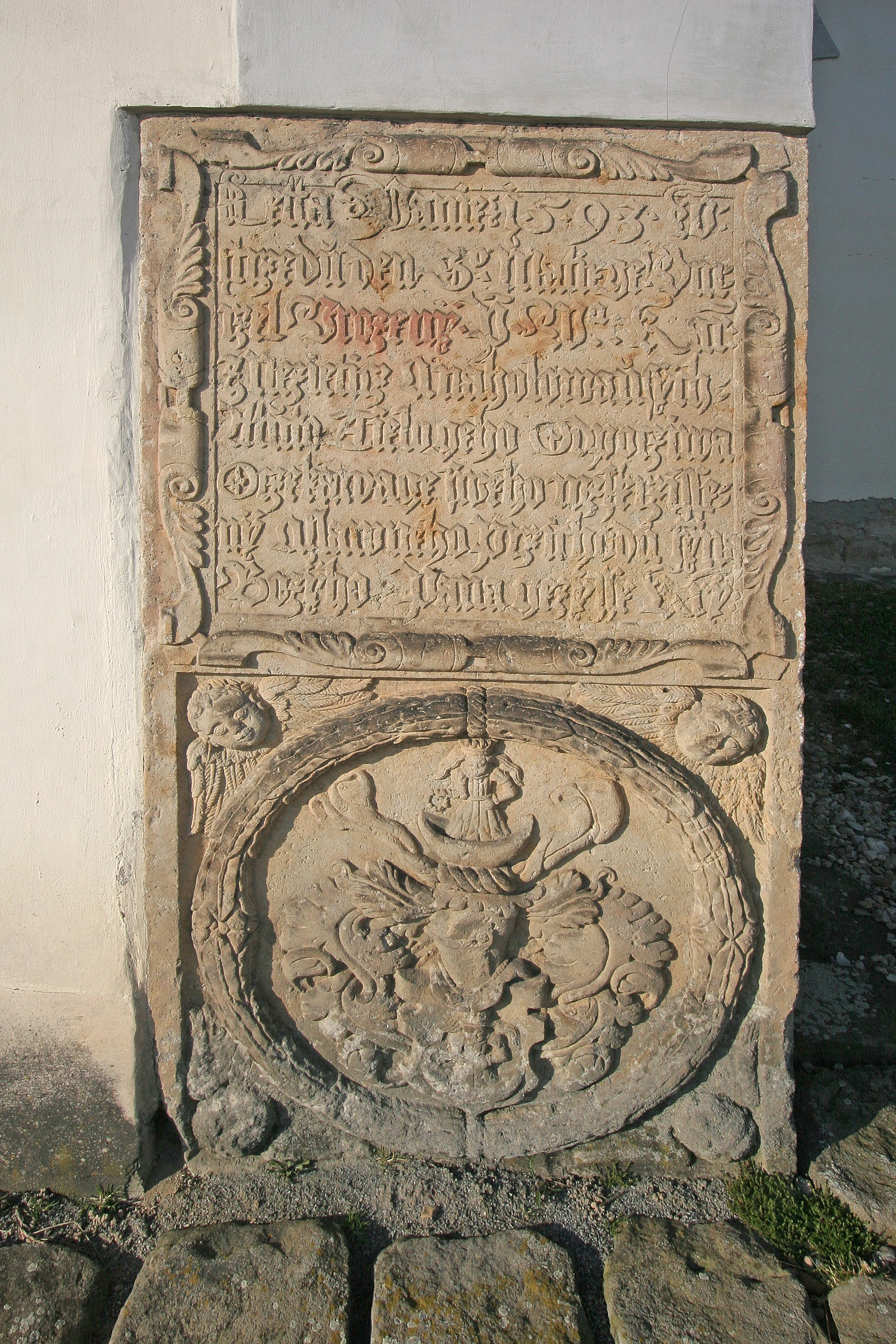
Náhrobní kámen Karlíků z Nežetic
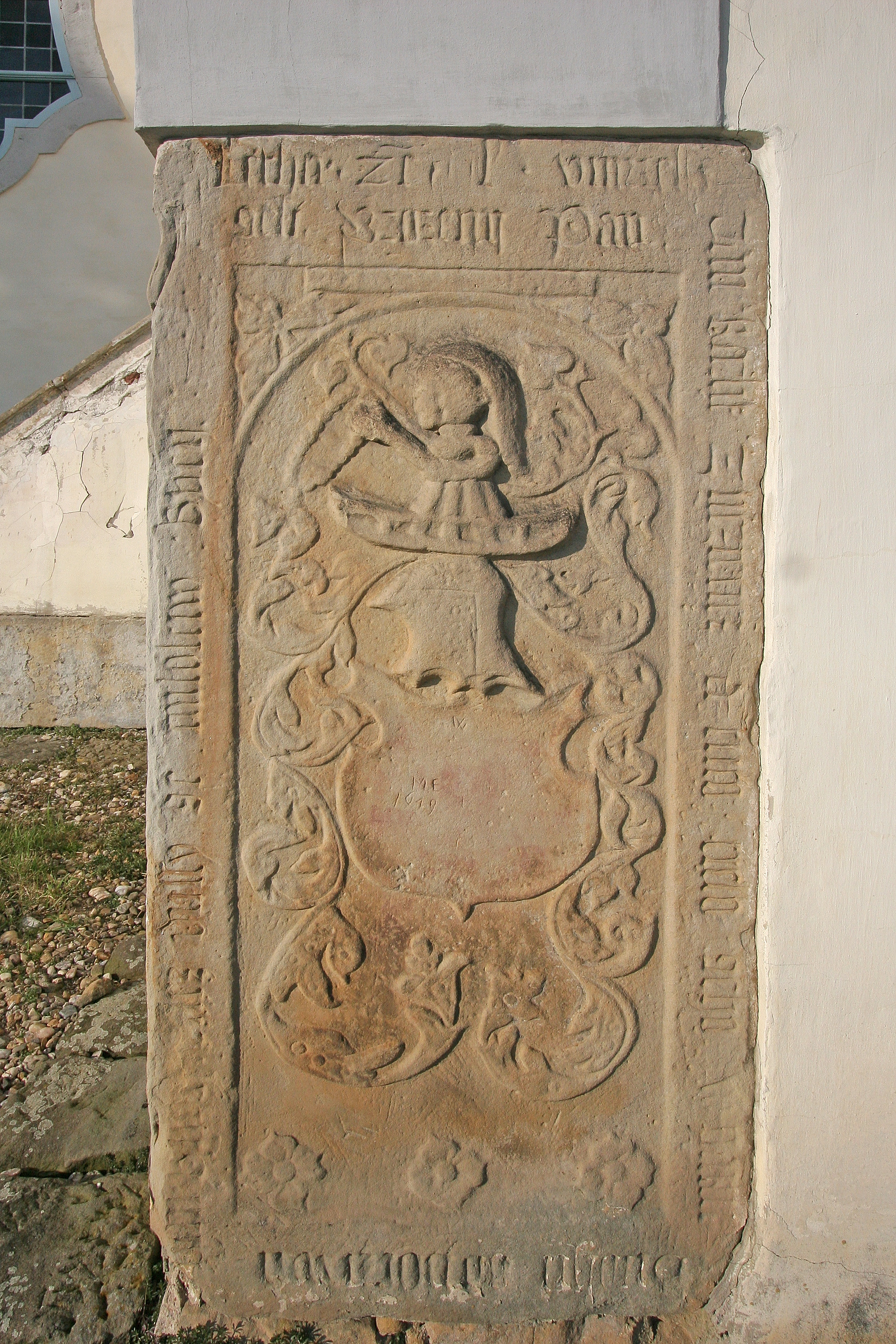
Náhrobní kámen Karlíků z Nežetic
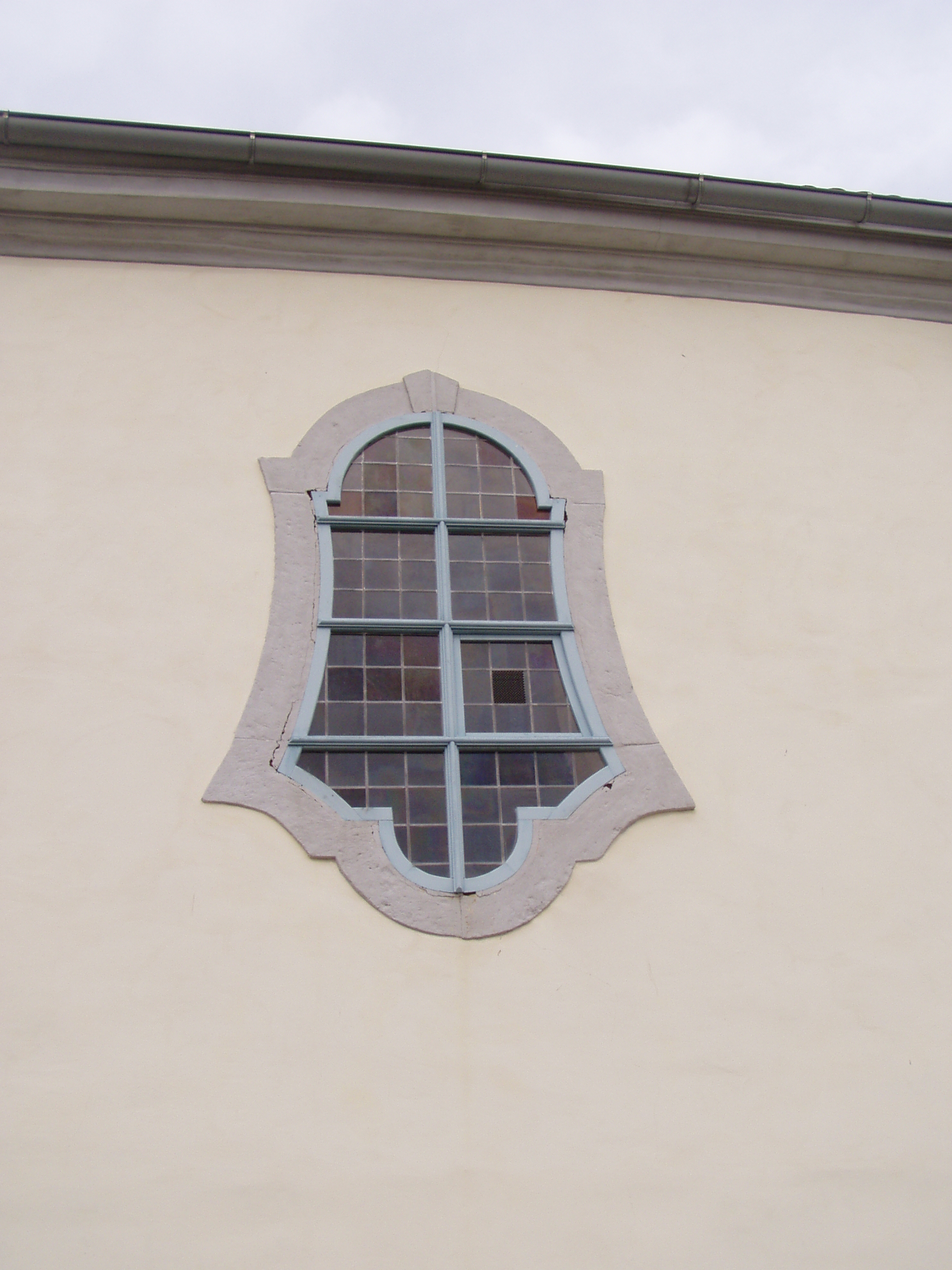
Barokní okno
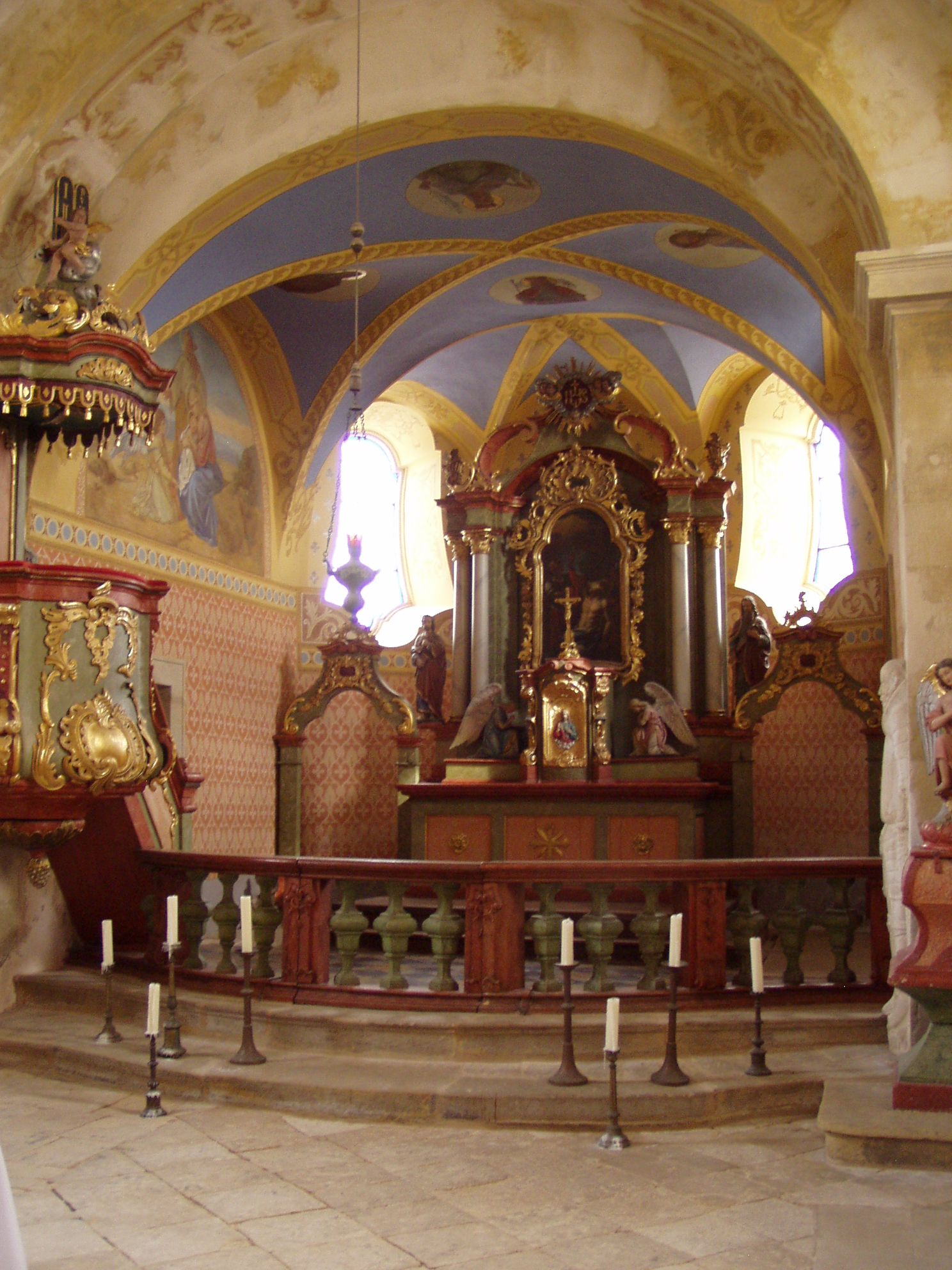
Hlavní oltář
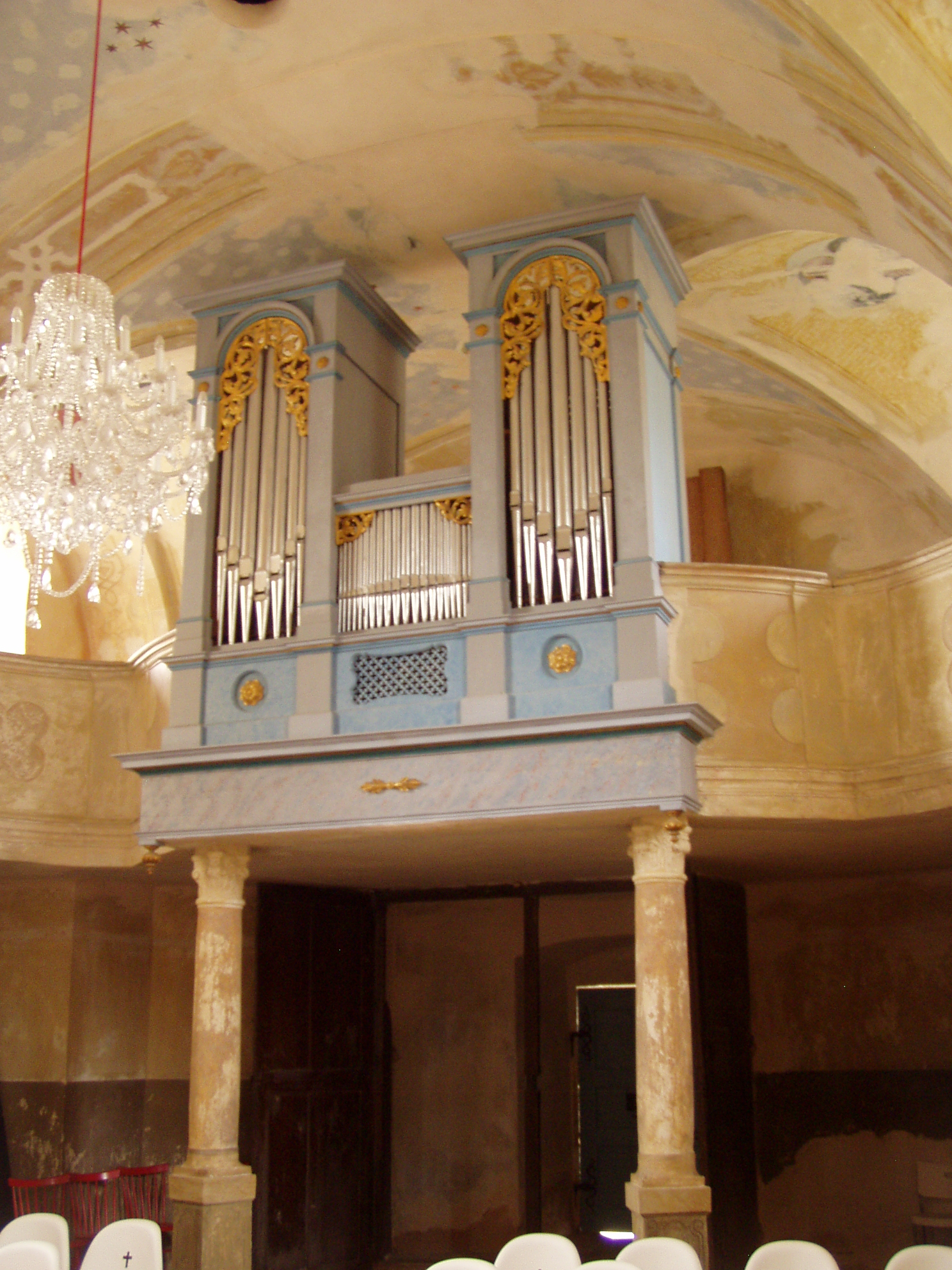
Kruchta s varhanami